# Boogjes (Dordrecht)
De Boogjes is een straat in de stad Dordrecht, in de Nederlandse provincie Zuid-Holland.

## Achtergrond
De straat Boogjes was oorspronkelijk een deel van de Vest, waar de stadsmuur aan de binnenzijde grote, brede bogen had. Deze bogen waren ooit zo gemaakt om de weergang te dragen. Naast dat de ruimtes in de stadsmuur als opslagplaats werden gebruikt, stond het stadsbestuur armen toe er in te wonen. Dordtenaren die in de 17e eeuw op de Boogjes woonden, verbleven dus letterlijk onder een boog van de stadsmuur. Ze werden door de stad verhuurd, die de bewoners vrijstelde van het betalen van onroerend goedbelasting.
In de buurt van de Suikerstraat, die aan de Boogjes grenst, sprak men van 'lotkens'. De bogen in deze omgeving waren loodsen, waardoor het aannemelijk is dat 'lotkens' vertaald kan worden als 'loodsen' of 'loges'.
De straat werd in ieder geval in de 19e eeuw Boogjes genoemd, maar waarschijnlijk droeg het al eerder deze naam. In 1648 werd gesproken van het eerste boogje achter de Pelserstraat. Het leek alsof de boogjes daar pas begonnen. Dit is echter niet het geval: ze begonnen oorspronkelijk aan de Spuipoort, maar werden door een storm tot aan de Pelserstraat vernield.
In jaren 30 van de 19e eeuw deden zich ingrijpende veranderingen voor. Verscheidene stadspoorten werden afgebroken. Hierdoor verdween ook de oude stadsmuur aan de Boogjes en de Vest. Er bleven twaalf boogjes staan. In 1853 werd besloten deze huisjes te verhuren voor veertig of vijftig cent per week, wat voor die tijd erg duur was.
In 1967 werd er nog meer gesloopt aan de Boogjes. De zijstraten tussen de Boogjes en de Voorstraat veranderden hierdoor aanzienlijk. In 1975 werd de opdracht voor woningbouw verleend; deze woningen werden in 1982 opgeleverd.

## Bezienswaardigheden
Op de hoek van de Boogjes en de Dolhuisstraat staat het oudste deel van het Dolhuis. Dit krankzinnigengesticht werd in 1463 geopend.